# Iodictyum spicatum
Iodictyum spicatum är en mossdjursart som beskrevs av Harmer 1934. Iodictyum spicatum ingår i släktet Iodictyum och familjen Phidoloporidae. Inga underarter finns listade i Catalogue of Life.